# Trofeo Laigueglia 2022
Trofeo Laigueglia 2022 var den 59. udgave af det italienske cykelløb Trofeo Laigueglia. Det 202 km lange linjeløb blev kørt den 2. marts 2022 med start og mål i Laigueglia i den nordvestligste del af landet. Løbet var en del af UCI ProSeries 2022. Løbet blev vundet af slovenske Jan Polanc fra UAE Team Emirates.

## Resultat
| \| Samlede stilling \| Samlede stilling \| Samlede stilling \| Samlede stilling \| Samlede stilling \| \| Rytter \| Rytter \| Hold \| Tid \| \| \| ---------------- \| ------------------- \| ---------------------------------- \| ---------------- \| ---------------- \| \| 1. \| Jan Polanc \| UAE Team Emirates \| 5t 02' 25" \| \| \| 2. \| Juan Ayuso \| UAE Team Emirates \| + 2" \| \| \| 3. \| Alessandro Covi \| UAE Team Emirates \| + 2" \| \| \| 4. \| Lorenzo Rota \| Intermarché-Wanty-Gobert Matériaux \| + 2" \| \| \| 5. \| Carlos Rodríguez \| Ineos Grenadiers \| + 8" \| \| \| 6. \| Victor Lafay \| Cofidis \| + 24" \| \| \| 7. \| Diego Ulissi \| UAE Team Emirates \| + 32" \| \| \| 8. \| Giulio Ciccone \| Trek-Segafredo \| + 32" \| \| \| 9. \| Quentin Pacher \| Groupama-FDJ \| + 32" \| \| \| 10. \| Clément Champoussin \| AG2R Citroën Team \| + 32" \| \| |                     |                                    |            |
| |                     |                                    |            |
| Kilde: ProCyclingStats |                     |                                    |            |
| Samlede stilling |                     |                                    |            |
| Rytter | Rytter              | Hold                               | Tid        |
| 1. | Jan Polanc          | UAE Team Emirates                  | 5t 02' 25" |
| 2. | Juan Ayuso          | UAE Team Emirates                  | + 2"       |
| 3. | Alessandro Covi     | UAE Team Emirates                  | + 2"       |
| 4. | Lorenzo Rota        | Intermarché-Wanty-Gobert Matériaux | + 2"       |
| 5. | Carlos Rodríguez    | Ineos Grenadiers                   | + 8"       |
| 6. | Victor Lafay        | Cofidis                            | + 24"      |
| 7. | Diego Ulissi        | UAE Team Emirates                  | + 32"      |
| 8. | Giulio Ciccone      | Trek-Segafredo                     | + 32"      |
| 9. | Quentin Pacher      | Groupama-FDJ                       | + 32"      |
| 10. | Clément Champoussin | AG2R Citroën Team                  | + 32"      |

## Hold og ryttere
| UCI WorldTeams (8)- AG2R Citroën Team - Astana Qazaqstan Team - Cofidis - Groupama-FDJ - Ineos Grenadiers - Intermarché-Wanty-Gobert Matériaux - Trek-Segafredo - UAE Team Emirates UCI ProTeams (7)- B&B Hotels-KTM - Bardiani-CSF-Faizanè - Bingoal Pauwels Sauces WB - Drone Hopper-Androni Giocattoli - Eolo-Kometa - Equipo Kern Pharma - Arkéa-Samsic UCI Kontinentalhold (8)- Beltrami TSA-Tre Colli - Biesse-Carrera - General Store-Essegibi-F.lli Curia - MG.K Vis Colors For Peace VPM - Colpack-Ballan - Team Corratec - Team Qhubeka - Work Service-Vitalcare-Dynatek Landshold- Italien |
| |

### Danske ryttere
| Danske ryttere på startlisten |                 |                     |           |
| Rygnummer                     | Rytter          | Hold                | Placering |
| 184                           | Anders Foldager | Team Biesse Carrera | 67        |
| 185                           | Mattias Nordal  | Team Biesse Carrera | DNF       |

* DNF = gennemførte ikke

### Startliste
| Trek-Segafredo TFS | Trek-Segafredo TFS       | Trek-Segafredo TFS |
| ------------------ | ------------------------ | ------------------ |
| Nr.                | Rytter                   | Placering          |
| 1                  | Bauke Mollema (NED)      | 22.                |
| 2                  | Gianluca Brambilla (ITA) | DNF                |
| 3                  | Simon Pellaud (SUI)      | 64.                |
| 4                  | Jacopo Mosca (ITA)       | DNF                |
| 5                  | Antonio Tiberi (ITA)     | 70.                |
| 6                  | Giulio Ciccone (ITA)     | 8.                 |
| 7                  | Antwan Tolhoek (NED)     | 59.                |

| AG2R Citroën Team ACT | AG2R Citroën Team ACT     | AG2R Citroën Team ACT |
| --------------------- | ------------------------- | --------------------- |
| Nr.                   | Rytter                    | Placering             |
| 11                    | Clément Champoussin (FRA) | 10.                   |
| 12                    | Jaakko Hänninen (FIN)     | 68.                   |
| 13                    | Paul Lapeira (FRA)        | 19.                   |
| 14                    | Nans Peters (FRA)         | 51.                   |
| 15                    | Andrea Vendrame (ITA)     | 15.                   |
| 16                    | Larry Warbasse (USA)      | 39.                   |
| 17                    | Clément Berthet (FRA)     | DNF                   |

| Astana Qazaqstan Team AST | Astana Qazaqstan Team AST | Astana Qazaqstan Team AST |
| ------------------------- | ------------------------- | ------------------------- |
| Nr.                       | Rytter                    | Placering                 |
| 21                        | Manuele Boaro (ITA)       | DNF                       |
| 22                        | Samuele Battistella (ITA) | DNF                       |
| 23                        | Fabio Felline (ITA)       | 14.                       |
| 25                        | Gianni Moscon (ITA)       | DNF                       |
| 26                        | Aljaksandr Rabusjenka     | DNF                       |
| 27                        | Simone Velasco (ITA)      | 20.                       |

| Cofidis COF | Cofidis COF           | Cofidis COF |
| ----------- | --------------------- | ----------- |
| Nr.         | Rytter                | Placering   |
| 31          | Thomas Champion (FRA) | 48.         |
| 32          | Victor Lafay (FRA)    | 6.          |
| 33          | Axel Zingle (FRA)     | DNF         |
| 34          | Davide Cimolai (ITA)  | 45.         |
| 35          | Benjamin Thomas (FRA) | 17.         |
| 36          | Davide Villella (ITA) | DNF         |
| 37          | Simone Consonni (ITA) | 29.         |

| Groupama-FDJ GFC | Groupama-FDJ GFC            | Groupama-FDJ GFC |
| ---------------- | --------------------------- | ---------------- |
| Nr.              | Rytter                      | Placering        |
| 41               | David Gaudu (FRA)           | DNF              |
| 42               | Matthieu Ladagnous (FRA)    | DNF              |
| 43               | Sébastien Reichenbach (SUI) | 13.              |
| 44               | Anthony Roux (FRA)          | 60.              |
| 45               | Quentin Pacher (FRA)        | 9.               |
| 46               | Michael Storer (AUS)        | 26.              |
| 47               | Lenny Martinez (FRA)        | 37.              |

| Ineos Grenadiers IGD | Ineos Grenadiers IGD         | Ineos Grenadiers IGD |
| -------------------- | ---------------------------- | -------------------- |
| Nr.                  | Rytter                       | Placering            |
| 51                   | Laurens De Plus (BEL)        | DNF                  |
| 52                   | Dylan van Baarle (NED)       | 27.                  |
| 53                   | Eddie Dunbar (IRL)           | DNF                  |
| 54                   | Carlos Rodríguez (ESP)       | 5.                   |
| 55                   | Salvatore Puccio (ITA)       | 55.                  |
| 56                   | Richie Porte (AUS)           | 12.                  |
| 57                   | Omar Fraile (ESP) (landevej) | DNF                  |

| Intermarché-Wanty-Gobert Matériaux IWG | Intermarché-Wanty-Gobert Matériaux IWG | Intermarché-Wanty-Gobert Matériaux IWG |
| -------------------------------------- | -------------------------------------- | -------------------------------------- |
| Nr.                                    | Rytter                                 | Placering                              |
| 61                                     | Jan Bakelants (BEL)                    | 28.                                    |
| 62                                     | Théo Delacroix (FRA)                   | DNF                                    |
| 63                                     | Quinten Hermans (BEL)                  | DNF                                    |
| 64                                     | Simone Petilli (ITA)                   | 49.                                    |
| 65                                     | Lorenzo Rota (ITA)                     | 4.                                     |
| 66                                     | Laurens Huys (BEL)                     | DNF                                    |
| 67                                     | Domenico Pozzovivo (ITA)               | 11.                                    |

| UAE Team Emirates UAD | UAE Team Emirates UAD | UAE Team Emirates UAD |
| --------------------- | --------------------- | --------------------- |
| Nr.                   | Rytter                | Placering             |
| 71                    | Davide Formolo (ITA)  | DNF                   |
| 72                    | Ivo Oliveira (POR)    | DNF                   |
| 73                    | Jan Polanc (SLO)      | 1.                    |
| 74                    | Diego Ulissi (ITA)    | 7.                    |
| 75                    | Alessandro Covi (ITA) | 3.                    |
| 76                    | Joel Suter (SUI)      | DNF                   |
| 77                    | Juan Ayuso (ESP)      | 2.                    |

| Bardiani CSF Faizanè BCF | Bardiani CSF Faizanè BCF | Bardiani CSF Faizanè BCF |
| ------------------------ | ------------------------ | ------------------------ |
| Nr.                      | Rytter                   | Placering                |
| 81                       | Filippo Zana (ITA)       | 21.                      |
| 82                       | Giovanni Visconti (ITA)  | DNF                      |
| 83                       | Alex Tolio (ITA)         | DNF                      |
| 84                       | Omar El Gouzi (ITA)      | 52.                      |
| 85                       | Alessio Martinelli (ITA) | DNF                      |
| 86                       | Alessio Nieri (ITA)      | DNF                      |
| 87                       | Davide Gabburo (ITA)     | 73.                      |

| B&B Hotels-KTM BBK | B&B Hotels-KTM BBK     | B&B Hotels-KTM BBK |
| ------------------ | ---------------------- | ------------------ |
| Nr.                | Rytter                 | Placering          |
| 91                 | Thibault Ferasse (FRA) | DNF                |
| 92                 | Jonathan Hivert (FRA)  | DNF                |
| 93                 | Cyril Gautier (FRA)    | 34.                |
| 95                 | Miguel Heidemann (GER) | DNF                |
| 97                 | Maxime Chevalier (FRA) | 50.                |

| Bingoal Pauwels Sauces WB BWB | Bingoal Pauwels Sauces WB BWB | Bingoal Pauwels Sauces WB BWB |
| ----------------------------- | ----------------------------- | ----------------------------- |
| Nr.                           | Rytter                        | Placering                     |
| 101                           | Kenny Molly (BEL)             | 30.                           |
| 102                           | Louis Blouwe (BEL)            | DNF                           |
| 103                           | Rémy Mertz (BEL)              | DNF                           |
| 104                           | Marco Tizza (ITA)             | DNF                           |
| 105                           | Gil Gelders (BEL)             | 62.                           |
| 106                           | Leander Van Hautegem (BEL)    | 63.                           |
| 107                           | Mathijs Paasschens (NED)      | DNF                           |

| Drone Hopper-Androni Giocattoli DRA | Drone Hopper-Androni Giocattoli DRA | Drone Hopper-Androni Giocattoli DRA |
| ----------------------------------- | ----------------------------------- | ----------------------------------- |
| Nr.                                 | Rytter                              | Placering                           |
| 111                                 | Natnael Tesfatsion (ERI)            | 24.                                 |
| 112                                 | Simone Ravanelli (ITA)              | 41.                                 |
| 113                                 | Mattia Bais (ITA)                   | 46.                                 |
| 114                                 | Jefferson Alexander Cepeda (ECU)    | DNF                                 |
| 115                                 | Didier Merchán (COL)                | DNF                                 |
| 116                                 | Juan Diego Alba (COL)               | 56.                                 |
| 117                                 | Edoardo Zardini (ITA)               | 40.                                 |

| Eolo-Kometa EOK | Eolo-Kometa EOK         | Eolo-Kometa EOK |
| --------------- | ----------------------- | --------------- |
| Nr.             | Rytter                  | Placering       |
| 121             | Lorenzo Fortunato (ITA) | 25.             |
| 122             | Samuele Rivi (ITA)      | 66.             |
| 123             | Diego Sevilla (ESP)     | 78.             |
| 124             | Davide Bais (ITA)       | 38.             |
| 125             | Francesco Gavazzi (ITA) | 33.             |
| 126             | Diego Rosa (ITA)        | DNF             |
| 127             | Mirco Maestri (ITA)     | DNF             |

| Equipo Kern Pharma EKP | Equipo Kern Pharma EKP | Equipo Kern Pharma EKP |
| ---------------------- | ---------------------- | ---------------------- |
| Nr.                    | Rytter                 | Placering              |
| 131                    | Sergio Araiz (ESP)     | DNF                    |
| 132                    | Roger Adrià (ESP)      | 32.                    |
| 133                    | Iván Moreno (ESP)      | 53.                    |
| 134                    | Urko Berrade (ESP)     | 58.                    |
| 135                    | Francisco Galván (ESP) | DNF                    |
| 136                    | Martí Márquez (ESP)    | 69.                    |
| 137                    | Iván Cobo (ESP)        | DNF                    |

| Arkéa-Samsic ARK | Arkéa-Samsic ARK        | Arkéa-Samsic ARK |
| ---------------- | ----------------------- | ---------------- |
| Nr.              | Rytter                  | Placering        |
| 151              | Maxime Bouet (FRA)      | 18.              |
| 152              | Élie Gesbert (FRA)      | DNF              |
| 153              | Łukasz Owsian (POL)     | 16.              |
| 154              | Dayer Quintana (COL)    | DNF              |
| 155              | Alessandro Verre (ITA)  | 36.              |
| 156              | Winner Anacona (COL)    | 57.              |
| 157              | Anthony Delaplace (FRA) | 35.              |

| Italien ITA | Italien ITA         | Italien ITA |
| ----------- | ------------------- | ----------- |
| Nr.         | Rytter              | Placering   |
| 161         | Michele Scartezzini | DNF         |
| 162         | Niccolò Bonifazio   | DNF         |
| 163         | Kevin Colleoni      | 74.         |
| 164         | Filippo Conca       | 65.         |
| 165         | Daniel Oss          | 31.         |
| 166         | Juri Zanotti        | DNF         |
| 167         | Nadir Colledani     | DNF         |

| Beltrami TSA-Tre Colli BTC | Beltrami TSA-Tre Colli BTC | Beltrami TSA-Tre Colli BTC |
| -------------------------- | -------------------------- | -------------------------- |
| Nr.                        | Rytter                     | Placering                  |
| 171                        | Thomas Pesenti (ITA)       | 23.                        |
| 172                        | Andrea Piras (ITA)         | DNF                        |
| 173                        | Matteo Freddi (ITA)        | DNF                        |
| 174                        | Pietro Aimonetto (ITA)     | DNF                        |
| 175                        | Andrea Biancalani (ITA)    | DNF                        |
| 176                        | Luca Cibrario (ITA)        | 77.                        |
| 177                        | Mattia Gardi (ITA)         | DNF                        |

| Biesse-Carrera BIE | Biesse-Carrera BIE         | Biesse-Carrera BIE |
| ------------------ | -------------------------- | ------------------ |
| Nr.                | Rytter                     | Placering          |
| 181                | Giacomo Villa (ITA)        | DNF                |
| 182                | Michael Belleri (ITA)      | DNF                |
| 183                | Riccardo Ciuccarelli (ITA) | DNF                |
| 184                | Anders Foldager (DEN)      | 67.                |
| 185                | Mattias Nordal             | DNF                |
| 186                | Lorenzo Roda (ITA)         | DNF                |
| 187                | Andrea Garosio (ITA)       | 44.                |

| General Store-Essegibi-F.lli Curia GEF | General Store-Essegibi-F.lli Curia GEF | General Store-Essegibi-F.lli Curia GEF |
| -------------------------------------- | -------------------------------------- | -------------------------------------- |
| Nr.                                    | Rytter                                 | Placering                              |
| 191                                    | Marco Palomba (ITA)                    | DNF                                    |
| 192                                    | Ettore Pozza (ITA)                     | DNF                                    |
| 193                                    | Samuele Carpene (ITA)                  | 71.                                    |
| 194                                    | Francesco Busatto (ITA)                | DNF                                    |
| 195                                    | Ricardo Tosin (ITA)                    | DNF                                    |
| 196                                    | Filippo D'Aiuto (ITA)                  | DNF                                    |
| 197                                    | Carlo Francesco Favretto (ITA)         | DNF                                    |

| MG.K Vis Colors For Peace VPM MGK | MG.K Vis Colors For Peace VPM MGK | MG.K Vis Colors For Peace VPM MGK |
| --------------------------------- | --------------------------------- | --------------------------------- |
| Nr.                               | Rytter                            | Placering                         |
| 201                               | Paul Double (GBR)                 | DNF                               |
| 202                               | Jacopo Cortese (ITA)              | DNF                               |
| 203                               | Guido Draghi (ITA)                | DNF                               |
| 204                               | Daan Hoeks (NED)                  | DNF                               |
| 205                               | Max Stedman (GBR)                 | DNF                               |
| 206                               | Francesco Carollo (ITA)           | 79.                               |
| 207                               | Simone Piccolo (ITA)              | DNF                               |

| Colpack-Ballan CPK | Colpack-Ballan CPK         | Colpack-Ballan CPK |
| ------------------ | -------------------------- | ------------------ |
| Nr.                | Rytter                     | Placering          |
| 211                | Lorenzo Balestra (ITA)     | DNF                |
| 212                | Alessandro Baroni (ITA)    | DNF                |
| 213                | Egidio Karim Raviele (ITA) | DNF                |
| 214                | Sergio Meris (ITA)         | DNF                |
| 215                | Mattia Petrucci (ITA)      | 61.                |
| 216                | Matteo Ambrosini (ITA)     | DNF                |
| 217                | Gidas Umbri (ITA)          | DNF                |

| Team Corratec COR | Team Corratec COR       | Team Corratec COR |
| ----------------- | ----------------------- | ----------------- |
| Nr.               | Rytter                  | Placering         |
| 221               | Simone Olivero (ITA)    | DNF               |
| 222               | Matteo Amella (ITA)     | DNF               |
| 223               | Marco Murgano (ITA)     | 54.               |
| 224               | Davide Baldaccini (ITA) | DNF               |
| 225               | Stefano Gandin (ITA)    | DNF               |
| 226               | Lorenzo Iacchi (ITA)    | DNF               |
| 227               | Jan Stöckli (SUI)       | DNF               |

| Team Qhubeka T4Q | Team Qhubeka T4Q          | Team Qhubeka T4Q |
| ---------------- | ------------------------- | ---------------- |
| Nr.              | Rytter                    | Placering        |
| 231              | Negasi Abreha (ETH)       | DNF              |
| 232              | Mattia Guasco (ITA)       | 47.              |
| 233              | Ghebrehiwet Birhane (ERI) | DNF              |
| 234              | Alessandro Iacchi (ITA)   | DNF              |
| 235              | Kevin Bonaldo (ITA)       | 76.              |
| 236              | Jacopo Menegotto (ITA)    | DNS              |
| 237              | Nicolò Parisini (ITA)     | DNF              |

| Work Service-Vitalcare-Dynatek IWM | Work Service-Vitalcare-Dynatek IWM | Work Service-Vitalcare-Dynatek IWM |
| ---------------------------------- | ---------------------------------- | ---------------------------------- |
| Nr.                                | Rytter                             | Placering                          |
| 241                                | Raúl Colombo (ITA)                 | 43.                                |
| 242                                | Francesco Zandri (ITA)             | DNF                                |
| 243                                | Lorenzo Ginestra (ITA)             | DNF                                |
| 244                                | Federico Burchio (ITA)             | DNF                                |
| 245                                | Riccardo Lucca (ITA)               | 72.                                |
| 246                                | Nicola Venchiarutti (ITA)          | 42.                                |
| 247                                | Samuele Zambelli (ITA)             | 75.                                |

| Trek-Segafredo TFS | Trek-Segafredo TFS       | Trek-Segafredo TFS |
| ------------------ | ------------------------ | ------------------ |
| Nr.                | Rytter                   | Placering          |
| 1                  | Bauke Mollema (NED)      | 22.                |
| 2                  | Gianluca Brambilla (ITA) | DNF                |
| 3                  | Simon Pellaud (SUI)      | 64.                |
| 4                  | Jacopo Mosca (ITA)       | DNF                |
| 5                  | Antonio Tiberi (ITA)     | 70.                |
| 6                  | Giulio Ciccone (ITA)     | 8.                 |
| 7                  | Antwan Tolhoek (NED)     | 59.                |

| AG2R Citroën Team ACT | AG2R Citroën Team ACT     | AG2R Citroën Team ACT |
| --------------------- | ------------------------- | --------------------- |
| Nr.                   | Rytter                    | Placering             |
| 11                    | Clément Champoussin (FRA) | 10.                   |
| 12                    | Jaakko Hänninen (FIN)     | 68.                   |
| 13                    | Paul Lapeira (FRA)        | 19.                   |
| 14                    | Nans Peters (FRA)         | 51.                   |
| 15                    | Andrea Vendrame (ITA)     | 15.                   |
| 16                    | Larry Warbasse (USA)      | 39.                   |
| 17                    | Clément Berthet (FRA)     | DNF                   |

| Astana Qazaqstan Team AST | Astana Qazaqstan Team AST | Astana Qazaqstan Team AST |
| ------------------------- | ------------------------- | ------------------------- |
| Nr.                       | Rytter                    | Placering                 |
| 21                        | Manuele Boaro (ITA)       | DNF                       |
| 22                        | Samuele Battistella (ITA) | DNF                       |
| 23                        | Fabio Felline (ITA)       | 14.                       |
| 25                        | Gianni Moscon (ITA)       | DNF                       |
| 26                        | Aljaksandr Rabusjenka     | DNF                       |
| 27                        | Simone Velasco (ITA)      | 20.                       |

| Cofidis COF | Cofidis COF           | Cofidis COF |
| ----------- | --------------------- | ----------- |
| Nr.         | Rytter                | Placering   |
| 31          | Thomas Champion (FRA) | 48.         |
| 32          | Victor Lafay (FRA)    | 6.          |
| 33          | Axel Zingle (FRA)     | DNF         |
| 34          | Davide Cimolai (ITA)  | 45.         |
| 35          | Benjamin Thomas (FRA) | 17.         |
| 36          | Davide Villella (ITA) | DNF         |
| 37          | Simone Consonni (ITA) | 29.         |

| Groupama-FDJ GFC | Groupama-FDJ GFC            | Groupama-FDJ GFC |
| ---------------- | --------------------------- | ---------------- |
| Nr.              | Rytter                      | Placering        |
| 41               | David Gaudu (FRA)           | DNF              |
| 42               | Matthieu Ladagnous (FRA)    | DNF              |
| 43               | Sébastien Reichenbach (SUI) | 13.              |
| 44               | Anthony Roux (FRA)          | 60.              |
| 45               | Quentin Pacher (FRA)        | 9.               |
| 46               | Michael Storer (AUS)        | 26.              |
| 47               | Lenny Martinez (FRA)        | 37.              |

| Ineos Grenadiers IGD | Ineos Grenadiers IGD         | Ineos Grenadiers IGD |
| -------------------- | ---------------------------- | -------------------- |
| Nr.                  | Rytter                       | Placering            |
| 51                   | Laurens De Plus (BEL)        | DNF                  |
| 52                   | Dylan van Baarle (NED)       | 27.                  |
| 53                   | Eddie Dunbar (IRL)           | DNF                  |
| 54                   | Carlos Rodríguez (ESP)       | 5.                   |
| 55                   | Salvatore Puccio (ITA)       | 55.                  |
| 56                   | Richie Porte (AUS)           | 12.                  |
| 57                   | Omar Fraile (ESP) (landevej) | DNF                  |

| Intermarché-Wanty-Gobert Matériaux IWG | Intermarché-Wanty-Gobert Matériaux IWG | Intermarché-Wanty-Gobert Matériaux IWG |
| -------------------------------------- | -------------------------------------- | -------------------------------------- |
| Nr.                                    | Rytter                                 | Placering                              |
| 61                                     | Jan Bakelants (BEL)                    | 28.                                    |
| 62                                     | Théo Delacroix (FRA)                   | DNF                                    |
| 63                                     | Quinten Hermans (BEL)                  | DNF                                    |
| 64                                     | Simone Petilli (ITA)                   | 49.                                    |
| 65                                     | Lorenzo Rota (ITA)                     | 4.                                     |
| 66                                     | Laurens Huys (BEL)                     | DNF                                    |
| 67                                     | Domenico Pozzovivo (ITA)               | 11.                                    |

| UAE Team Emirates UAD | UAE Team Emirates UAD | UAE Team Emirates UAD |
| --------------------- | --------------------- | --------------------- |
| Nr.                   | Rytter                | Placering             |
| 71                    | Davide Formolo (ITA)  | DNF                   |
| 72                    | Ivo Oliveira (POR)    | DNF                   |
| 73                    | Jan Polanc (SLO)      | 1.                    |
| 74                    | Diego Ulissi (ITA)    | 7.                    |
| 75                    | Alessandro Covi (ITA) | 3.                    |
| 76                    | Joel Suter (SUI)      | DNF                   |
| 77                    | Juan Ayuso (ESP)      | 2.                    |

| Bardiani CSF Faizanè BCF | Bardiani CSF Faizanè BCF | Bardiani CSF Faizanè BCF |
| ------------------------ | ------------------------ | ------------------------ |
| Nr.                      | Rytter                   | Placering                |
| 81                       | Filippo Zana (ITA)       | 21.                      |
| 82                       | Giovanni Visconti (ITA)  | DNF                      |
| 83                       | Alex Tolio (ITA)         | DNF                      |
| 84                       | Omar El Gouzi (ITA)      | 52.                      |
| 85                       | Alessio Martinelli (ITA) | DNF                      |
| 86                       | Alessio Nieri (ITA)      | DNF                      |
| 87                       | Davide Gabburo (ITA)     | 73.                      |

| B&B Hotels-KTM BBK | B&B Hotels-KTM BBK     | B&B Hotels-KTM BBK |
| ------------------ | ---------------------- | ------------------ |
| Nr.                | Rytter                 | Placering          |
| 91                 | Thibault Ferasse (FRA) | DNF                |
| 92                 | Jonathan Hivert (FRA)  | DNF                |
| 93                 | Cyril Gautier (FRA)    | 34.                |
| 95                 | Miguel Heidemann (GER) | DNF                |
| 97                 | Maxime Chevalier (FRA) | 50.                |

| Bingoal Pauwels Sauces WB BWB | Bingoal Pauwels Sauces WB BWB | Bingoal Pauwels Sauces WB BWB |
| ----------------------------- | ----------------------------- | ----------------------------- |
| Nr.                           | Rytter                        | Placering                     |
| 101                           | Kenny Molly (BEL)             | 30.                           |
| 102                           | Louis Blouwe (BEL)            | DNF                           |
| 103                           | Rémy Mertz (BEL)              | DNF                           |
| 104                           | Marco Tizza (ITA)             | DNF                           |
| 105                           | Gil Gelders (BEL)             | 62.                           |
| 106                           | Leander Van Hautegem (BEL)    | 63.                           |
| 107                           | Mathijs Paasschens (NED)      | DNF                           |

| Drone Hopper-Androni Giocattoli DRA | Drone Hopper-Androni Giocattoli DRA | Drone Hopper-Androni Giocattoli DRA |
| ----------------------------------- | ----------------------------------- | ----------------------------------- |
| Nr.                                 | Rytter                              | Placering                           |
| 111                                 | Natnael Tesfatsion (ERI)            | 24.                                 |
| 112                                 | Simone Ravanelli (ITA)              | 41.                                 |
| 113                                 | Mattia Bais (ITA)                   | 46.                                 |
| 114                                 | Jefferson Alexander Cepeda (ECU)    | DNF                                 |
| 115                                 | Didier Merchán (COL)                | DNF                                 |
| 116                                 | Juan Diego Alba (COL)               | 56.                                 |
| 117                                 | Edoardo Zardini (ITA)               | 40.                                 |

| Eolo-Kometa EOK | Eolo-Kometa EOK         | Eolo-Kometa EOK |
| --------------- | ----------------------- | --------------- |
| Nr.             | Rytter                  | Placering       |
| 121             | Lorenzo Fortunato (ITA) | 25.             |
| 122             | Samuele Rivi (ITA)      | 66.             |
| 123             | Diego Sevilla (ESP)     | 78.             |
| 124             | Davide Bais (ITA)       | 38.             |
| 125             | Francesco Gavazzi (ITA) | 33.             |
| 126             | Diego Rosa (ITA)        | DNF             |
| 127             | Mirco Maestri (ITA)     | DNF             |

| Equipo Kern Pharma EKP | Equipo Kern Pharma EKP | Equipo Kern Pharma EKP |
| ---------------------- | ---------------------- | ---------------------- |
| Nr.                    | Rytter                 | Placering              |
| 131                    | Sergio Araiz (ESP)     | DNF                    |
| 132                    | Roger Adrià (ESP)      | 32.                    |
| 133                    | Iván Moreno (ESP)      | 53.                    |
| 134                    | Urko Berrade (ESP)     | 58.                    |
| 135                    | Francisco Galván (ESP) | DNF                    |
| 136                    | Martí Márquez (ESP)    | 69.                    |
| 137                    | Iván Cobo (ESP)        | DNF                    |

| Arkéa-Samsic ARK | Arkéa-Samsic ARK        | Arkéa-Samsic ARK |
| ---------------- | ----------------------- | ---------------- |
| Nr.              | Rytter                  | Placering        |
| 151              | Maxime Bouet (FRA)      | 18.              |
| 152              | Élie Gesbert (FRA)      | DNF              |
| 153              | Łukasz Owsian (POL)     | 16.              |
| 154              | Dayer Quintana (COL)    | DNF              |
| 155              | Alessandro Verre (ITA)  | 36.              |
| 156              | Winner Anacona (COL)    | 57.              |
| 157              | Anthony Delaplace (FRA) | 35.              |

| Italien ITA | Italien ITA         | Italien ITA |
| ----------- | ------------------- | ----------- |
| Nr.         | Rytter              | Placering   |
| 161         | Michele Scartezzini | DNF         |
| 162         | Niccolò Bonifazio   | DNF         |
| 163         | Kevin Colleoni      | 74.         |
| 164         | Filippo Conca       | 65.         |
| 165         | Daniel Oss          | 31.         |
| 166         | Juri Zanotti        | DNF         |
| 167         | Nadir Colledani     | DNF         |

| Beltrami TSA-Tre Colli BTC | Beltrami TSA-Tre Colli BTC | Beltrami TSA-Tre Colli BTC |
| -------------------------- | -------------------------- | -------------------------- |
| Nr.                        | Rytter                     | Placering                  |
| 171                        | Thomas Pesenti (ITA)       | 23.                        |
| 172                        | Andrea Piras (ITA)         | DNF                        |
| 173                        | Matteo Freddi (ITA)        | DNF                        |
| 174                        | Pietro Aimonetto (ITA)     | DNF                        |
| 175                        | Andrea Biancalani (ITA)    | DNF                        |
| 176                        | Luca Cibrario (ITA)        | 77.                        |
| 177                        | Mattia Gardi (ITA)         | DNF                        |

| Biesse-Carrera BIE | Biesse-Carrera BIE         | Biesse-Carrera BIE |
| ------------------ | -------------------------- | ------------------ |
| Nr.                | Rytter                     | Placering          |
| 181                | Giacomo Villa (ITA)        | DNF                |
| 182                | Michael Belleri (ITA)      | DNF                |
| 183                | Riccardo Ciuccarelli (ITA) | DNF                |
| 184                | Anders Foldager (DEN)      | 67.                |
| 185                | Mattias Nordal             | DNF                |
| 186                | Lorenzo Roda (ITA)         | DNF                |
| 187                | Andrea Garosio (ITA)       | 44.                |

| General Store-Essegibi-F.lli Curia GEF | General Store-Essegibi-F.lli Curia GEF | General Store-Essegibi-F.lli Curia GEF |
| -------------------------------------- | -------------------------------------- | -------------------------------------- |
| Nr.                                    | Rytter                                 | Placering                              |
| 191                                    | Marco Palomba (ITA)                    | DNF                                    |
| 192                                    | Ettore Pozza (ITA)                     | DNF                                    |
| 193                                    | Samuele Carpene (ITA)                  | 71.                                    |
| 194                                    | Francesco Busatto (ITA)                | DNF                                    |
| 195                                    | Ricardo Tosin (ITA)                    | DNF                                    |
| 196                                    | Filippo D'Aiuto (ITA)                  | DNF                                    |
| 197                                    | Carlo Francesco Favretto (ITA)         | DNF                                    |

| MG.K Vis Colors For Peace VPM MGK | MG.K Vis Colors For Peace VPM MGK | MG.K Vis Colors For Peace VPM MGK |
| --------------------------------- | --------------------------------- | --------------------------------- |
| Nr.                               | Rytter                            | Placering                         |
| 201                               | Paul Double (GBR)                 | DNF                               |
| 202                               | Jacopo Cortese (ITA)              | DNF                               |
| 203                               | Guido Draghi (ITA)                | DNF                               |
| 204                               | Daan Hoeks (NED)                  | DNF                               |
| 205                               | Max Stedman (GBR)                 | DNF                               |
| 206                               | Francesco Carollo (ITA)           | 79.                               |
| 207                               | Simone Piccolo (ITA)              | DNF                               |

| Colpack-Ballan CPK | Colpack-Ballan CPK         | Colpack-Ballan CPK |
| ------------------ | -------------------------- | ------------------ |
| Nr.                | Rytter                     | Placering          |
| 211                | Lorenzo Balestra (ITA)     | DNF                |
| 212                | Alessandro Baroni (ITA)    | DNF                |
| 213                | Egidio Karim Raviele (ITA) | DNF                |
| 214                | Sergio Meris (ITA)         | DNF                |
| 215                | Mattia Petrucci (ITA)      | 61.                |
| 216                | Matteo Ambrosini (ITA)     | DNF                |
| 217                | Gidas Umbri (ITA)          | DNF                |

| Team Corratec COR | Team Corratec COR       | Team Corratec COR |
| ----------------- | ----------------------- | ----------------- |
| Nr.               | Rytter                  | Placering         |
| 221               | Simone Olivero (ITA)    | DNF               |
| 222               | Matteo Amella (ITA)     | DNF               |
| 223               | Marco Murgano (ITA)     | 54.               |
| 224               | Davide Baldaccini (ITA) | DNF               |
| 225               | Stefano Gandin (ITA)    | DNF               |
| 226               | Lorenzo Iacchi (ITA)    | DNF               |
| 227               | Jan Stöckli (SUI)       | DNF               |

| Team Qhubeka T4Q | Team Qhubeka T4Q          | Team Qhubeka T4Q |
| ---------------- | ------------------------- | ---------------- |
| Nr.              | Rytter                    | Placering        |
| 231              | Negasi Abreha (ETH)       | DNF              |
| 232              | Mattia Guasco (ITA)       | 47.              |
| 233              | Ghebrehiwet Birhane (ERI) | DNF              |
| 234              | Alessandro Iacchi (ITA)   | DNF              |
| 235              | Kevin Bonaldo (ITA)       | 76.              |
| 236              | Jacopo Menegotto (ITA)    | DNS              |
| 237              | Nicolò Parisini (ITA)     | DNF              |

| Work Service-Vitalcare-Dynatek IWM | Work Service-Vitalcare-Dynatek IWM | Work Service-Vitalcare-Dynatek IWM |
| ---------------------------------- | ---------------------------------- | ---------------------------------- |
| Nr.                                | Rytter                             | Placering                          |
| 241                                | Raúl Colombo (ITA)                 | 43.                                |
| 242                                | Francesco Zandri (ITA)             | DNF                                |
| 243                                | Lorenzo Ginestra (ITA)             | DNF                                |
| 244                                | Federico Burchio (ITA)             | DNF                                |
| 245                                | Riccardo Lucca (ITA)               | 72.                                |
| 246                                | Nicola Venchiarutti (ITA)          | 42.                                |
| 247                                | Samuele Zambelli (ITA)             | 75.                                |